# Litobrenthia
Litobrenthia is een geslacht van vlinders van de familie glittermotten (Choreutidae), uit de onderfamilie Choreutinae.

## Soorten
- L. grammodes Diakonoff, 1979
- L. japonica (Issiki, 1930)
- L. stephanephora Diakonoff, 1979